# Драгутин Ђукић
Проф. др Драгутин А. Ђукић (Матешево, 28. новембар 1952) је српски микробиолог и редовни проофесор Агрономског факултета Универзитета у Крагујевцу, члан Међународне академије информатизације, редовни члан Руске академије природних наука и члан удружења микробиолога Србије.

## Биографија
Драгутин Ђукић је рођен 28. новембра 1952. године у селу Матешево у општини Колашин у тадашњој југословенској Народној Републици Црној Гори.
Осим матерњег српског језика, чита и пише на руском, а користи се и енглеским језиком.

### Образовање
Прва четири разреда основне школе је завршио у Хану Гарачића, а друга четири у Иванграду (данашње Беране). Природно-математички смијер гимназију завршио је такође у Иванграду, 1972. године. Дипломирао је 1976. године на Одсјеку за биологију Природно-математичког факултета Универзитета у Новом Саду. Након тога уписује постдипломске студије на групи „Земљиште и исхрана биљака — подгрупа Микробиологија” на Пољопривредном факултету у Новом Саду. Магистрирао је 1982. године са темом „Интеракција између квантитативног састава амонификатора активности процеса амонификације и активности протеиназе и уреазе”.
Докторску дисертацију на тему „Утицај загађености воде реке Западна Морава на квалитативни и квантитативни састав ихтиофауне” одбранио је 1987. године на Ветеринарском факултету Универзитета у Београду.
Даље усавршевање настаља 1984. године под руководством проф. Пери Хакета када завршава курс „Тетнологија рекомбинације ДНК”. Радио је на умножавању бактерија и изолацији и анализи ДНА на Лабораторији за генетику Института за кукуруз у Земун Пољу. Боравио је на неколико научних институција у Познању, Москви, Пловдиву, Софији и Хамилтону.

### Каријера
На Агрономском факултету Универзитета у Крагујевцу ради од почетка своје каријере (1. септембра 1979). На факултету је обављао функције продекана (1988—1990, 1990—1992), в. д. декана (1990—1991) и декана (1994—1996, 1996—1998, 1998—2000), док је је на универзитету вршио функције проректора за међународну сарадњу (2004—2006) и проректора за научно-истраживачки рад и развој (2006—2009).
Академнска каријера на Агрономском факултету се кретала редослиједом: асистент приправник (1979—1984), асистент (1984—1988), доцент (1988—1993), ванредни професор (1993—1998) и редовни професор (од 1998).
Гостујући је професор на Пољопривредном факултету Универзитета у Источном Сарајеву.

### Научна дјелатност
Проф. др Ђукић је објавио 191 научни рад, 52 научна саопштења и 4 стручна рада. Написао је 11 монографија, 6 уџбеника, 4 практикума и 3 приручника.
Као ментор или члан комисије учествовао је у оцјени и одбрани више докторских дисертација, магистарских теза, специјалистичких и мастер радова, као и већег броја стручних и едукативних пројеката. Оснивач је Лабораторије за микробиологију на Агрономском факултету у Чачку.
Био је један од учесника у реализацији већег броја домаћих и једног међународног научноистраживачког пројекта, као и више стручних и едукативних пројеката.
Један је од иницијатора оснивања научно-стручног скупа „Смотра научних радова студената агрономије” и „Саветовање о биотехнологији”. Члан је уређивачког одбора „Journal of Central European Agriculture”, гл. и одговорни је уредник „Acta Agriculturae Srebica” и члан редакционог одбора „Bulgarian Agriculturae Science” и „Natura Montenegrina”.

### Награде и признања
Од Федералног државног образовног удружења Руског државног пољопривредног универзитета МСХА „К. А. Тимирјазева” 2009. године је добио златну медаљу Климента Аркадјевича Тимирјазева за допринос развоју пољопривредне науке и образовања.
Од Пољопривредног факултета у Источном Сарајеву је добио плакету за посебан допринос развоју факултета.